# Mystropsychoda pallida
Mystropsychoda pallida är en tvåvingeart som först beskrevs av Tonnoir 1922.  Mystropsychoda pallida ingår i släktet Mystropsychoda och familjen fjärilsmyggor. Inga underarter finns listade i Catalogue of Life.